# 绝灭

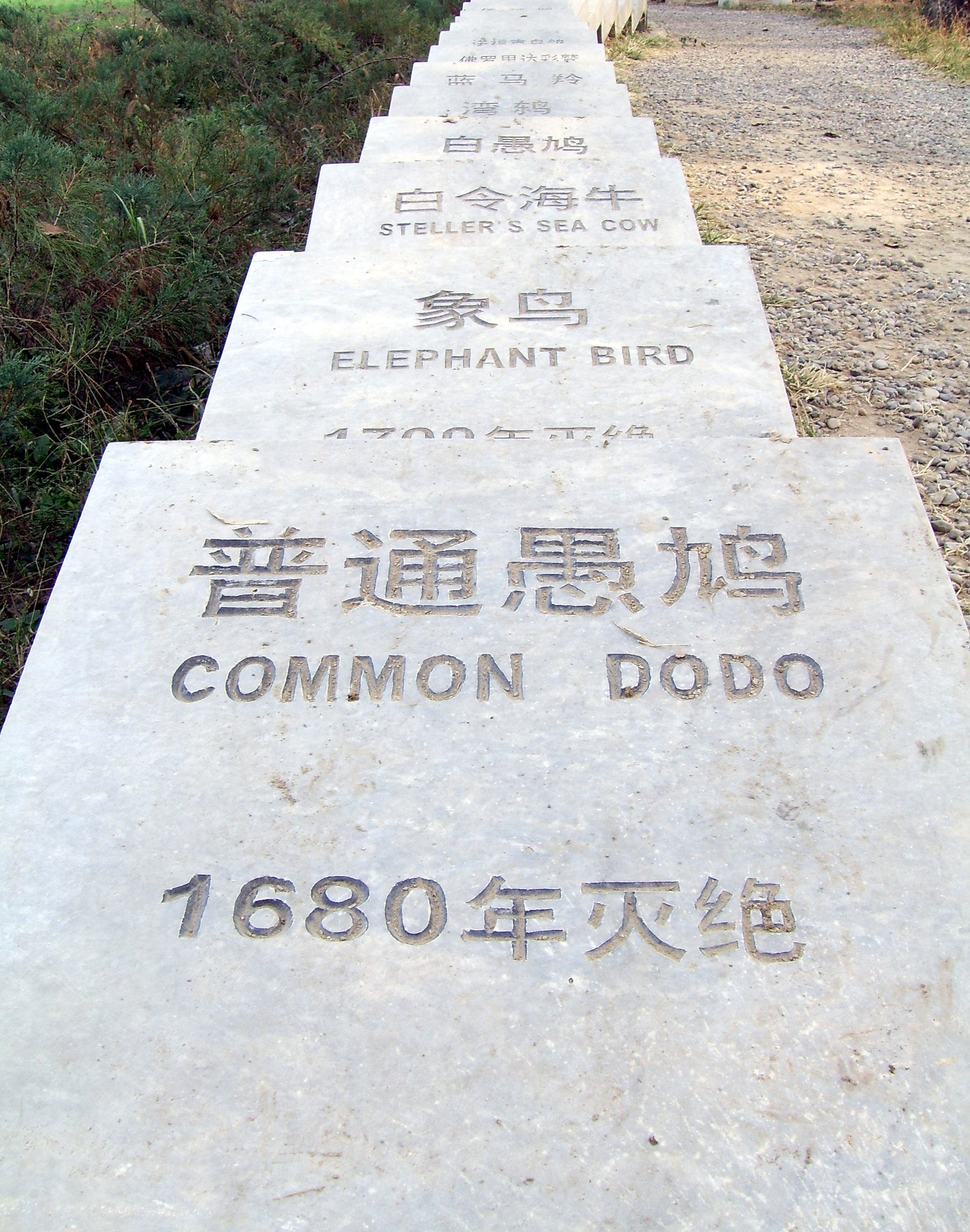
绝灭动物公墓雕塑，位于北京南海子麋鹿苑

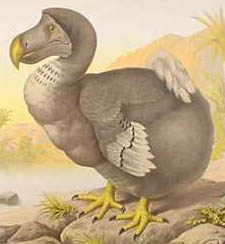
已滅绝的渡渡鳥

绝灭（英語：Extinct，或縮寫為EX）是生態學、環境科學中的專業用語，也做滅絕、絕種，用於描述一個物种完全消失的自然过程。由於生存競爭的關係，滅絕消滅了一部份物種，但同時也為其他物種的發展和新物種的產生創造了條件。例如白堊紀末期的大滅絕事件，導致了非鸟恐龍的滅絕，但非鸟恐龍滅絕後，原本被非鸟恐龍壓制的哺乳動物得到了繁榮的發展，取代了非鸟恐龍的生態位；還比如，由於藍藻(舊稱藍綠藻)活動所導致的大氧化事件後，厭氧生物幾乎滅絕，但又為日後動物的產生創造了條件。
物種滅絕在早期並不是一個被普遍接受的概念，因这一概念很易与「其所有後代都死亡」混淆。在地质时代，绝灭是司空见惯的事件，那麼除了最原始的生物外，所有前現代的生物死絕，就不可能進化成現代的生物。現在「滅絕」的意思是指名和原始的外觀相似，可被識別為同一物種的後代死絕，而存活的後代是透過物种的形成的方式成爲與祖先不同的物種在現代生存。
据2019年由IPBES提出的对生物多样性和生态系统服务全球评估报告指出，野生哺乳动物的生物量已经下降了82％，自然生态系统已经失去了大约一半的面积，上百万物种绝灭。所有绝灭的风险主要由于人类的行为。25％的动植物受到绝灭的威胁。
2019年6月，一百万种动植物面临着濒临绝灭的危险。自1750年以来，地球至少失去了571种物种，很有可能会更多。現今物种绝灭的主要原因是人类活动破坏了自然栖息地，例如砍伐森林或将土地变成耕地。
据估计，地球上曾经生活着超过99％的物种，总计超过50亿个物种已经绝灭，我们将再也无法目睹它们的风采。对地球目前物种的数量的估计在1000万到1400万之间，其中有大约120万已被记录在案，尚未描述超过86％。 2016年，科学家报告说，目前地球上估计有1万亿种，其中仅描述了百分之一的千分之一。
通过进化，物种通过物种形成过程出现-当新的生物物种能够找到并利用生态位时，它们便会繁衍生息，而当物种无法在不断变化的环境中生存或抵抗竞争时，它们便绝灭。动物及其生态位之间的关系已得到牢固确立。典型物种在首次出现后的一千万年内就绝灭了，尽管有些物种（称为活化石）可以存活几亿年，但形态变化很少甚至没有。
大规模绝灭是相对罕见的事件。但是，孤立的绝灭是很普遍的。直到最近才记录了绝灭事件，科学家们对目前的高绝灭率感到震惊。大多数绝种的物种从未得到科学记录。一些科学家估计，到2100年，目前多达一半的动植物物种可能会绝灭。2018年的一份报告显示，自晚更新世以来，在人类时代消除的300种哺乳动物物种的系统发生学多样性将需要5到700万年恢复。
符号（†）旁边放置一个物种或其他分类单元的名称通常表示其状态为绝灭。

## 滅絕的威脅
儘管一個物種完全消失才叫「滅絕」，但當一個物種的個體少於30隻時，這個物種的滅絕几乎已經是無可避免了。
又或者，当一个有性繁殖的物种只有一种性别的个体存活，这个物种的绝灭几乎是不可避免的。
可能的绝灭的原因包括污染、栖息地的破坏、新的捕食者的引入、生育控制所导致的生育率下降等等。
瀕危物種是指存在绝灭危险的物种。野外绝灭是用于描述已经没有野生状态的个体，只有人類圈养个体的物种的术语。

## 生物大灭绝
生物在地球上有周期性的大灭绝，在大灭绝中，很多物种在地质时代的相对短的时间里绝灭。最近的一次大灭绝是在白垩纪末期的白垩纪-第三纪大灭绝事件，以恐龙的消失而为人所众知。

### 现代大灭绝
据进行400名生物学家的1998年调查纽约的美国自然史博物馆，近70％的人认为地球是目前人类造成的物种大灭绝的早期阶段，被称为全新世灭绝。在该调查中，相同比例的受访者同意这一预测，即在20年内（到2028年），将有多达20％的生活人口灭绝。2014年《科学》杂志特别版宣布，人类驱动的物种灭绝问题已达成广泛共识。
生物学家EO威尔逊（EO Wilson）在2002年估计，如果目前人类对生物圈的破坏速度持续下去，地球上所有动植物物种的一半将在100年内绝灭。显著的是，现代全球物种绝灭的速度目前是以地球为背景下的100到1000倍（在平均绝灭率进化地球的时间尺度），而未来这个比例可能高出10,000倍。而且某些群体的绝灭速度更快。生物学家保罗·埃里希（Paul R. Ehrlich）和斯图尔特·皮姆（Stuart Pimm）等人认为，人口增长和过度消费是现代绝灭危机的主要驱动力。
大灭绝是斯蒂芬·杰·古尔德和奈尔斯埃·尔德里奇提出的跃变平衡假说的关键部分。

## 灭绝是否可逆

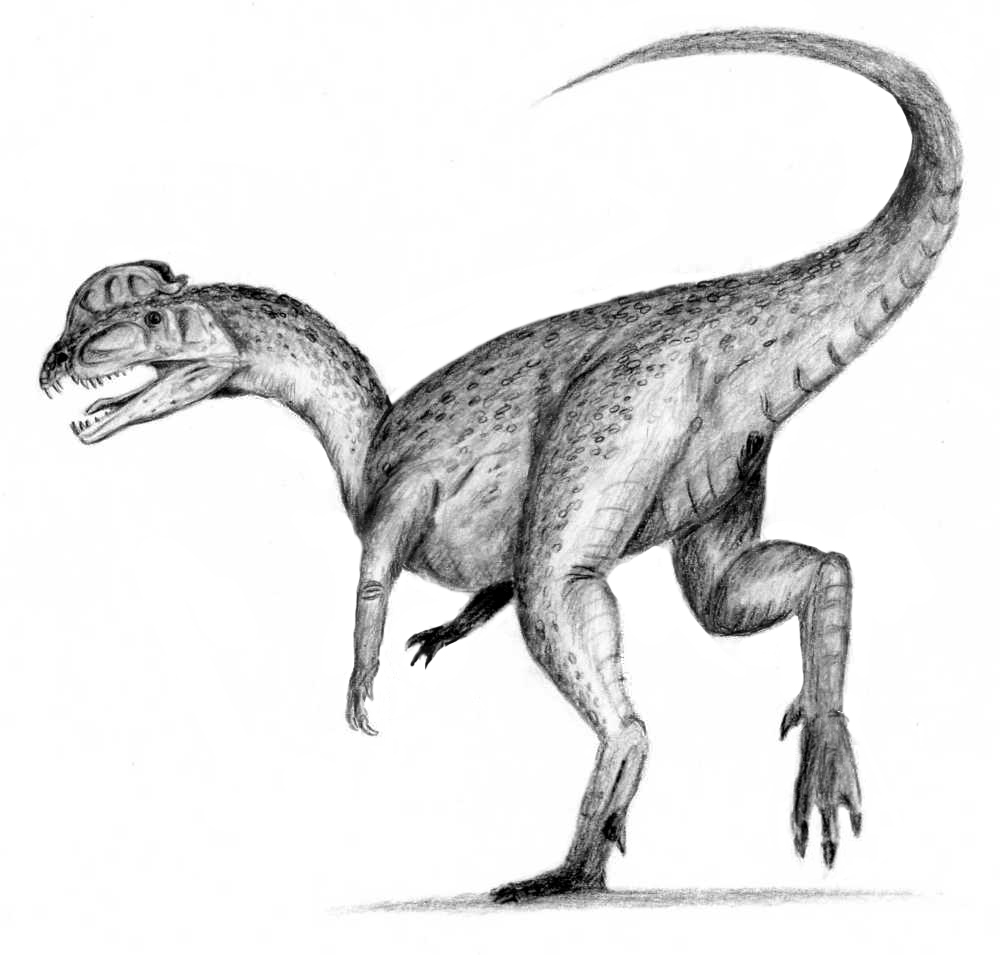
恐龍絕種

直到最近，一种动物的绝灭还被认为是意味着它的时代在地球上的结束，可是，有人提出一种假定，通过过程，绝灭的物种可能「去滅絕」（de-extinct）。初期进行克隆研究的物种包括旅鴿、猛犸和袋狼，但是目前还没有一种绝灭的物种被克隆成功。另外，克隆已滅絕物種跟重新引進區域滅絕的物種一樣，其做法本身就是一個爭論不休的議題。

## 絕滅的可能原因
- 基因變異
- 瓶頸效應
- 生態變差難適應
- 種族滅絕
- 大屠殺
- 生態平衡的破壞（影響食物鏈）
- 疾病
- 同时绝灭（英语：coextinction）
- 戰爭